# Stan Van Gundy
Stanley Alan Van Gundy, detto Stan (Indio, 26 agosto 1959), è un allenatore di pallacanestro statunitense.
È il fratello di Jeff a sua volta allenatore.

## Carriera

### Giocatore e allenatore nella NCAA
Stan Van Gundy gioca, al college, nella squadra guidata da suo padre Bill, a SUNY Brockport e nel 1981 viene nominato nella sua città come Atleta-Scolaro dell'anno.
Lavora come assistant coach al Canisius College e alla Fordham University rispettivamente nel 1987 e nel 1988. Van Gundy viene poi nominato capo allenatore del Castleton State College facendo registrare un record di 68 vittorie e 18 sconfitte. Gli ottimi risultati lo portano a guidare i ragazzi dell'Università di Massachusetts Lowell. Nel 1994, Stan rimpiazza Stu Jackson come head coach dell'Università del Wisconsin-Madison.
In otto anni di college Van Gundy registra un record di 135-92 con una percentuale di vittorie del 59,5%.

### Miami Heat
Dopo aver svolto il ruolo di assistant coach di Pat Riley, Van Gundy viene nominato head coach della squadra quando Riley si dimette improvvisamente come allenatore prima della stagione 2003-04. Comunque Riley viene nominato presidente della franchigia.
Van Gundy si trova a guidare una squadra che nella stagione precedente aveva vinto solo 25 partite nella stagione regolare. Riesce a portare la squadra a vincere ben 42 partite e raggiunge sorprendentemente anche il secondo turno dei Playoffs NBA del 2004, quando riesce quasi a sconfiggere gli Indiana Pacers grazie alle grandi giocate del rookie Dwyane Wade.
Durante la off-season, Riley riesce a mettere sotto contratto per gli Heat Shaquille O'Neal. La squadra arriva a metà stagione con il miglior record nella Eastern Conference e per questo Van Gundy si ritrova, primo coach nella storia degli Heat, a guidare una squadra dell'Est all'All-Star game, peraltro conclusosi vittoriosamente. I Miami Heat terminano la stagione con 59 vittorie, confermando il miglior record della Conference. Nei playoff arrivano fino a Gara-7 delle Eastern Conference Finals dove si devono arrendere ai Detroit Pistons, complice un infortunio a Dwyane Wade.
Dopo voci su presunti dissapori con Riley, iniziate fin dalla post-season del 2005, Van Gundy si dimette il 12 dicembre, ufficialmente per il motivi familiari. Riley riprende il posto di head coach e guida i Miami Heat al titolo NBA del 2006.
Van Gundy lascia gli Heat con una percentuale di vittorie pari al 60,5% (112-73).

### Orlando Magic
Nel maggio 2007 riceve l'offerta di sostituire il licenziato Rick Carlisle come head coach degli Indiana Pacers.
Van Gundy rifiuta, ma comincia a rilasciare interviste dichiarandosi in cerca di un altro posto come allenatore di una squadra NBA.
Viene subito preso in considerazione come candidato per la guida degli Orlando Magic e dei Sacramento Kings. Proprio in quei giorni Billy Donovan decide di tornare ad allenare all'Università della Florida e quindi, il 5 giugno 2007, Van Gundy viene nominato allenatore dei Magic al posto di Donovan.

### Detroit Pistons
Il 14 maggio 2014 viene ingaggiato dai Detroit Pistons. In seguito ai risultati non soddisfacenti ottenuti dalla franchigia del Michigan sotto la sua guida, il 7 maggio 2018 Van Gundy viene ufficialmente esonerato.

### Carriera televisiva
Ha ricoperto il ruolo di commentatore e analista per ESPN.

## Statistiche

### Allenatore
| Stagione | Squadra         | Regular Season | Regular Season | Regular Season | Regular Season | Regular Season              | Post Season                                               |
| Stagione | Squadra         | V              | P              | % V            | G              | Posizione finale            | Post Season                                               |
| -------- | --------------- | -------------- | -------------- | -------------- | -------------- | --------------------------- | --------------------------------------------------------- |
| 2003-04  | Miami Heat      | 42             | 40             | 51,2           | 82             | 2º nella Atlantic Division  | Sconfitto alle Semifinali di Conference dai Pacers (2-4)  |
| 2004-05  | Miami Heat      | 59             | 23             | 72,0           | 82             | 1º nella Southeast Division | Sconfitto alle Finali di Conference dai Pistons (3-4)     |
| 2005-06  | Miami Heat      | 11             | 10             | 52,4           | 21             | -                           | -                                                         |
| 2007-08  | Orlando Magic   | 52             | 30             | 63,4           | 82             | 1º nella Southeast Division | Sconfitto alle Semifinali di Conference dai Pistons (1-4) |
| 2008-09  | Orlando Magic   | 59             | 23             | 72,0           | 82             | 1º nella Southeast Division | Sconfitto alle NBA Finals dai Lakers (1-4)                |
| 2009-10  | Orlando Magic   | 59             | 23             | 72,0           | 82             | 1º nella Southeast Division | Sconfitto alle Finali di Conference dai Celtics (2-4)     |
| 2010-11  | Orlando Magic   | 52             | 30             | 63,4           | 82             | 2º nella Southeast Division | Sconfitto al Primo Round dagli Hawks (2-4)                |
| 2011-12  | Orlando Magic   | 37             | 29             | 56,1           | 66             | 3º nella Southeast Division | Sconfitto al Primo Round dagli Pacers (1-4)               |
| 2014-15  | Detroit Pistons | 32             | 50             | 39,0           | 82             | 5º nella Central Division   | Manca i play-off                                          |
| 2015-16  | Detroit Pistons | 44             | 38             | 53,7           | 82             | 3º nella Central Division   | Sconfitto al Primo Round dai Cavaliers (0-4)              |
| 2016-17  | Detroit Pistons | 37             | 45             | 45,1           | 82             | 5º nella Central Division   | Manca i play-off                                          |
| 2017-18  | Detroit Pistons | 39             | 43             | 47,6           | 82             | 4º nella Central Division   | Manca i play-off                                          |
| 2020-21  | N.O. Pelicans   | 31             | 41             | 43,1           | 72             | 4º nella Southwest Division | Manca i play-off                                          |
|          | Carriera        | 554            | 425            | 56,6           | 979            |                             |                                                           |

## Palmarès
- 2 volte allenatore all'NBA All-Star Game (2005, 2010)